# S-Aminoéthyl-L-cystéine
La S-aminoéthyl-L-cystéine, ou thialysine, est un analogue structurel de la lysine dans lequel le deuxième groupe méthylène –CH2– de la chaîne latérale de l'acide aminé est remplacé par un atome de soufre. On la trouve notamment dans des champignons tels que la pholiote ridée, qui est comestible.